# Конституция Лихтенштейна
Конституция Лихтенштейна — высший нормативный правовой акт Княжества Лихтенштейн, разработана конституционной комиссией с согласия князя, вступила в силу 5 октября 1921 года. Конституция была принята после Первой мировой войны в ходе демократических преобразований, вследствие чего были введены прямые парламентские выборы и расширены права граждан. За 63 года конституция Лихтенштейна много раз изменялась и дополнялась, но все эти поправки кардинально не меняли её содержание.
Конституция состоит из 9 глав. Кроме того, к тексту Конституции прилагаются два письма Князя Иоганна II, адресованные главе Правительства и принцу Карлу, племяннику Князя.

## Содержание[2]
- Глава I. Княжество
- Глава II. Князь
- Глава III. Обязанности государства
- Глава IV. Основные права и обязанности граждан
- Глава V. Ландтаг
- Глава VI. Государственный комитет
- Глава VII. Органы

- Правительство
- Государственный школьный совет
- Организация Административной юстиции
- Отправление правосудия
- Высший государственный трибунал
- Общие положения

- Глава VIII. Общины
- Глава IX. Конституционные гарантии